# St. Peter und Paul (Kannawurf)

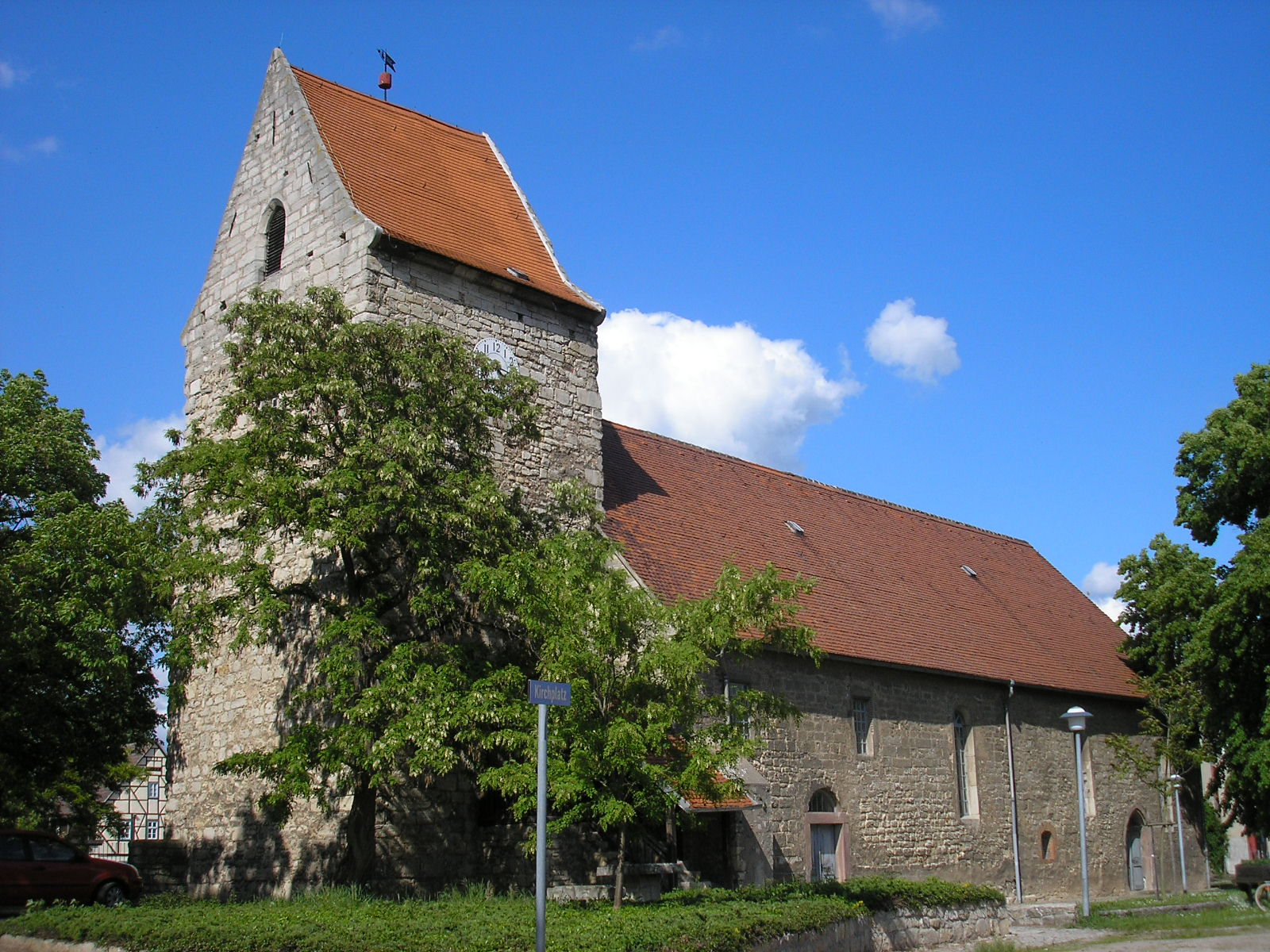
Die Kirche

Die evangelische Dorfkirche St. Peter und Paul steht in Kannawurf im Landkreis Sömmerda Thüringen.

## Geschichte
Die Dorfkirche mit mittelalterlichem Kern wurde im 17. Jahrhundert errichtet. Über eine Vorgängerin wurde nicht berichtet, ihre Existenz ist aber wahrscheinlich.

## Kirche
Der Kirchturm steht am Westende des Gotteshauses. Im Osten des Gebäudes befindet sich ein dreiseitiger Chor.
Das Kirchenschiff ist eine langgestreckte Saalkirche. In ihr steht der Kanzelaltar und der Altarblock mit dem Altartisch. Die Emporen und das Gestühl füllen den Raum. Der Taufstein mit Taufschale gibt den sakralen Schmuck. Die Loge mit Epitaph und Lesepult sowie das Vortragekreuz sind Sinnbild der Christenheit.
Die baufällige Kirche wurde 1740/41 grundlegend saniert, wozu Herzog Johann Adolph von Sachsen-Weißenfels mit einer Spende von 50 Talern beitrug.
Ab 2012 hat die Kirche auf ihrer langgestreckten Dachfläche Solarzellen aufbringen lassen.